# Traviesa ecológica
Las traviesas ecológicas son piezas de madera, que imitan a las tradicionales traviesas ferroviarias de madera.

## Origen del producto
A partir de los años 50 empezaron a instalarse en las infraestructuras ferroviarias traviesas de hormigón en sustitución de las tradicionales traviesas de madera. Paulatinamente fue disminuyendo la producción e instalación de las traviesas de madera. En la por traviesas de hormigón a partir de los años 50 descendió la producción de traviesas de madera para nuevas instalaciones ferroviarias. En la actualidad en toda la Comunidad Europea la normativa exige el montaje de traviesas de hormigón. En la renovación de las infraestructuras ya existentes se ha ido procediendo a retirar las traviesas de madera instaladas.
La calidad de esta madera, procedente de roble en la mayor parte de los ferrocarriles europeos; el tratamiento de conservación efectuado, así como el buen estado de conservación, en muchos casos mantenían casi perfecta su forma, estructura y cualidades físicas, condicionó que se reaprovecharán para otros usos. Destacan los usos en obras de jardinería donde las traviesas han sido usadas para la confección de vallas, de jardineras, de borduras, de escalones, etc; así como en construcción, especialmente en obras de restauración.
El tratamiento a base de creosota y la probada toxicidad de este compuesto motivo la prohibición del uso de las traviesas ferroviarias (así como de cualquier madera creosotada) en instalaciones públicas, así como su comercialización y venta al público. Dado el tirón comercial de este producto, de las traviesas ferroviarias, rápidamente aparecieron en el mercado las llamadas traviesas ecológicas.

## Tratamiento
Las traviesas ecológicas son piezas de madera, con tratamientos para su instalación en exterior, imitando a las traviesas ferroviarias originales. La madera usada en estas traviesas es generalmente de pino, por ser más barata y fácil de manejar ya por la menor densidad de la madera de pino frente a la de roble tienen menor peso. La forma y tamaño si bien no es igual se aproxima a la de las traviesas originales, suelen ser de menor tamaño, así pues las medidas más habituales son 12 por 20 cm de sección y longitudes de 120, 180 y 250 cm.
El tratamiento suele ser a base de sales metálicas, principalmente sales cúpricas.Una vez seca la madera (nivel de humedad recomendado 10-15%) se aplican en autoclave por método presión-vacío-temperatura las sales metálicas. La madera así tratada tiene un característico color verdoso, especialmente intenso en las zonas de mayor exudación. Finalmente se suele aplicar un tratamiento con Lasur en base agua con tonos marrones que imita el tratamiento de creosotado de las traviesas originales.